# Maidanivka, Korosten
Maidanivka (în ucraineană Майданівка) este un sat în comuna Stremîhorod din raionul Korosten, regiunea Jîtomîr, Ucraina.

## Demografie
Componența lingvistică a localității Maidanivka
     Ucraineană (99,35%)
     Alte limbi (0,65%)
Conform recensământului din 2001, majoritatea populației localității Maidanivka era vorbitoare de ucraineană (99,35%), existând în minoritate și vorbitori de alte limbi.